# Adolfo Baloncieri
Adolfo Baloncieri (27. juli 1897 i Alessandria – 23. juli 1986 i Alessandria) var en italiensk fodboldspiller som deltog i de olympiske lege 1920 i Antwerpen, 1924 i Paris, 1928 i Amsterdam.
Baloncieri vandt en bronzemedalje i fodbold under sommer-OL 1928 i Amsterdam. Han spillede på det italienske landshold som kom på en tredje plads i fodboldtuneringen bagefter Uruguay og Argentina. Italiens vej til bronzefinalen var at det vandt over Frankrig med 4-3, uafgjort med 1-1 mod Spanien i den første kvartfinale, vandt de omkampen tre dage senere med 7-1 men tabte i semifinalen mod Uruguay med 2-3. I bronzefinalen mødte de Egypten som de besejrede 11-3. Magnozzi scorede fire mål i OL-turneringen.
Han spillede 47 landskampe og scorede 25 mål for Italien og han spillede 192 kampe og scorede 97 mål for FC Torino i perioden 1925–32.